# Карл-Роберт Амельн
Карл-Роберт Амельн (швед. Karl-Robert Ameln, 4 вересня 1919 — 1 квітня 2016) — шведський яхтсмен.
Бронзовий призер Олімпійських Ігор 1948 року в класі 6 метрів.